# Bartłomiej Nataniel Wąsowski
Bartłomiej Nataniel Wąsowski (ur. 24 sierpnia 1617, zm. 4 października 1687 w Poznaniu) – polski ksiądz jezuita, teolog, architekt, profesor i rektor kolegiów jezuickich, prowincjał.

## Życiorys
Urodził się na Kujawach. 29 sierpnia 1634 wstąpił do zakonu Jezuitów w Krakowie. W 1640 uzyskał stopień magistra na Uniwersytecie Krakowskim. W latach 1640–1642 uczył w Kolegium Jezuitów w Bydgoszczy: gramatyki (1640-1641) i syntaksy (1641-1642). Prawdopodobnie w latach 1648-1649 uczył także w kolegium bydgoskim poezji. 
Od 1649 do 1650 był profesorem retoryki i poetyki w Gdańsku, ucząc m.in. Mikołaja i Zygmunta Grudzińskich. Lata 1650-1656 spędził poza krajem, podróżując po Europie Zachodniej. Zwiedził m.in. Austrię, Francję, Hiszpanię, Włochy, Holandię i Belgię. Swoją podróż opisał w rękopisie Europea Peregrinatio. 
W latach 1657–1661 był rektorem Kolegium Jezuitów w Bydgoszczy. Następnie do 1671 przebywał jako misjonarz na dworze Aleksandra Michała Lubomirskiego. Kolejne lata spędził jako rektor kościoła św. Jana w Jarosławiu (1671-1674). Założył tam studium matematyczne oraz planował otwarcie szkoły rycerskiej. W 1674 ufortyfikował otoczenie kolegium jezuickiego w Jarosławiu. W tym mieście pozostał do 1675 r., pełniąc od 1674 funkcję instruktora III probacji. 
Lata 1675-1678 spędził w Poznaniu, gdzie był rektorem kolegium oraz kontynuatorem budowy kościoła jezuickiego. W 1678 wystarał się o przywilej erekcyjny na Akademię w Poznaniu. Od 6 sierpnia 1678 do 1682 był prowincjałem zakonu. Wznowił wtedy studia matematyczne w Jarosławiu oraz dbał o należyty poziom szkolnictwa jezuickiego. 
W 1682 przybył do Bydgoszczy, gdzie przez rok był rektorem kolegium i prefektem budowy. Ostatnie lata życia spędził w Poznaniu, ponownie jako rektor (1683-1686). 
Był człowiekiem wszechstronnie wykształconym, władał wieloma językami. Interesował się architekturą i sztuką, był dobrym teologiem. Opublikował m.in. księgi teologiczne i opracowania z zakresu ascezy.

## Twórczość
- 1650-1655: Europea peregrinatio
- sztuka Ludi saeculares Apollinis et Temporis (wyst. 1674)
- 1678 traktat architektoniczny Callitectonicorum seu de pulchro architecturae sacrae et civilis compendio collectorum
- 1685 traktat teologiczny Apparatus sacerdotum
- 1687 traktat ascetyczny Podniety nabożeństwa zakonnego